# Tetragnatha paschae
Tetragnatha paschae este o specie de păianjeni din genul Tetragnatha, familia Tetragnathidae, descrisă de Lucien Berland în anul 1924.
Este endemică în Easter Is.. Conform Catalogue of Life specia Tetragnatha paschae nu are subspecii cunoscute.